# The Moody Blues
The Moody Blues est un groupe britannique de rock, formé en 1964 à Birmingham en Angleterre, par Ray Thomas, Mike Pinder, Denny Laine, Graeme Edge et Clint Warwick. 
Après un premier album orienté Rhythm and Blues, puis les remplacements de Laine et Warwick, par Justin Hayward et John Lodge, le groupe réalise entre autres une fusion sans précédent de la musique pop/rock avec la musique classique orchestrale, en guise de prémices du rock progressif. Il sort quinze album studios entre 1967 et 2003, avec la participation depuis les années 1980 de Patrick Moraz en remplacement de Pinder.
En 2013, le groupe affiche près de 70 millions d'albums vendus dans le monde entier et détient à son actif quatorze disques de platine et d'or. Son plus grand succès est le titre Nights in White Satin sorti en 1967. 
Avec la mort de Mike Pinder fin avril 2024, tous ses membres fondateurs sont de la sorte décédés.

## Historique

### Origines (1962-1964)
En 1962 Ray Thomas, John Lodge et Mike Pinder sont membres du groupe El Riot and the Rebels. Ce groupe est dissous lorsque Pinder rejoint l'armée et Lodge l'université. De retour à la vie civile, Pinder forme un nouveau groupe avec Ray Thomas, les Krew Cats. Ils iront notamment en Allemagne, destination prisée par les jeunes groupes anglais de l'époque (dont les Beatles), où ils acquerront de l'expérience. Grandis de leur voyage, mais sans un sou, ils se voient contraints de revenir au Royaume-Uni plus tôt que prévu.
De retour en Angleterre, le guitariste Denny Laine, le batteur Graeme Edge et le bassiste Clint Warwick rejoignent le groupe et forment les Moody Blues à Birmingham, le 4 mai 1964. Le nom serait à la fois issu d'un espoir (déçu) d'être sponsorisé par la brasserie anglaise M&B Brewery, le groupe s'étant tout d'abord appelé The MB's, puis The M&B Five. Après le refus de la brasserie, Pinder et Laine choisissent d'adopter le nom Moody Blues en référence à la pièce Mood Indigo de Duke Ellington (que Pinder affectionnait) ainsi qu'à leur tempérament mélancolique et sentimental.

### Débuts (1965-1966)
Très vite, le groupe obtient le soutien d'une entreprise de management située à Londres, Ridgepride, composée notamment de l'ancien chercheur de talents de Decca, Alex Murray (Alex Wharton), qui leur obtient un contrat d'enregistrement avec Decca Records au printemps 1964. Ils produisent tout d'abord un single, Steal Your Heart Away qui échoue à se placer dans les charts. Le groupe fait ensuite une apparition remarquée dans la série britannique Ready Steady Go!, interprétant leur face B Lose Your Money (But Don't Lose your Mind). Mais ce n'est qu'avec leur second single Go Now, produit plus tard cette année-là, qu'ils lancent officiellement leur carrière à succès, étant publicisés à la télévision anglaise par l'un des premiers films promotionnels de musique pop, réalisé et produit par Alex Wharton. Go Now devient instantanément un tube au Royaume-Uni (leur seul no 1 à ce jour), ainsi qu'outre-Atlantique en atteignant la 10e place dans les classements américains.
Leur premier album, intitulé The Magnificent Moodies (publié aux États-Unis sous le titre Go Now - The Moody Blues #1 avec quelques changements de pistes), produit par Denny Cordell chez Decca, paraît en 1965, en Mono seulement. Avec une sonorité aux influences beat, blues et rhythm and blues, l'album contient le succès Go Now! en plus de reprises de classiques du RnB américain. Il comprend aussi quatre compositions du tandem Laine/Pinder. Tout au long de l'année 1965, le groupe s'efforce en vain de rééditer le succès de Go Now. Leur reprise de I Don't Want To Go On Without You se classe en 33e position, en février, puis, en mai, la composition de Laine et Pinder From The Bottom of My Heart (I Love You), produit par Denny Cordell, n'atteint que la 22e position. Une dernière tentative suit en octobre, Everyday (no.44), autre composition de Laine/Pinder, mais elle ne dépasse pas la 44e place, tandis qu'Alex Wharton quitte son poste de directeur de production dans le courant de l'année, ce qui n'aide en rien. Les Moodies persévèrent en partant en tournée sur le continent européen, encouragés par le succès inattendu d'une des chansons de leur album, Bye Bye Bird (Decca AT 15048), en France où la chanson est no 3 des ventes.
Deux nouveaux 45-tours paraissent en 1966, This is My House (But Nobody Calls) et Boulevard de la Madeleine, mais le succès qui leur permettrait de vivre de leur musique ne vient pas. Bien que la parution d'un dernier 45-tours original Life's Not Life soit prévue pour le mois de janvier, il ne fait aucun doute à l'automne 1966 que l'avenir du groupe est sérieusement compromis. Le groupe, que certains critiques ont encensé comme étant « l'une des formations les plus agressives de la British Invasion », semble ne plus être à l'aise pour jouer du RnB à l'américaine.
Épuisé par le rythme des tournées, Clint Warwick quitte le groupe en juin 1966. Il est brièvement remplacé par Rodney Clark, qui s'en va à son tour en octobre. Les Moody Blues décident alors de se séparer pendant un mois pour prendre du recul et réfléchir à leur avenir, une période de réflexion que Denny Laine met à profit pour quitter lui aussi le groupe. Au mois de novembre, John Lodge et Justin Hayward sont engagés pour remplacer les partants.

### Période classique (1967-1972)
Les Moody Blues entament alors une nouvelle phase de leur carrière. Ils décident d'arrêter les reprises de RnB américain et de ne plus jouer que leurs propres compositions. Le 45-tours Love and Beauty, paru en septembre 1967, voit l'apparition d'un nouvel instrument, le Mellotron de Mike Pinder, qui devient par la suite caractéristique de la musique du groupe, aux côtés de la flûte de Ray Thomas[réf. nécessaire]. Mike Pinder connaît particulièrement bien l'instrument pour avoir travaillé au sein de la société chargée de concevoir et commercialiser l'instrument, dont il a ainsi suivi de près le développement.
De la fusion de la musique classique et du rock naît le second album des Moody Blues, Days of Future Passed, qui inclut le tube Nights in White Satin. Entre 1967 et 1972, les Moody Blues sortent sept albums, chacun abordant une thématique et une ambiance précises. Plusieurs rencontrent un franc succès : On the Threshold of a Dream (1969), A Question of Balance (1970) et Every Good Boy Deserves Favour (1971) sont nos 1 au Royaume-Uni (le premier donne son nom au label fondé par les Moody Blues, Threshold Records), tandis que Seventh Sojourn (1972) est no 1 aux États-Unis.
En 1974, le groupe se sépare temporairement, donnant à chacun de ses membres l'occasion de travailler en solo. Justin Hayward et John Lodge réalisent alors un album en duo, Blue Jays (1975).

### Reformations (depuis 1978)
En 1978, le groupe se reforme le temps d'un huitième album baptisé Octave. Hayward démontre à nouveau ses talents de mélodiste et d'interprète, notamment dans la ballade Had to fall in love, mais la magie d'autrefois semble être disparue aux yeux de Mike Pinder et de Tony Clarke le producteur, qui abandonnent le groupe à son sort, dans un contexte musical marqué par la déferlante disco.
Mike Pinder est alors remplacé par Patrick Moraz qui vient de quitter Yes, il joue sur l'album Long Distance Voyager produit en 1981, il restera jusqu'en 1991  sur Keys of the Kingdom en 1991 pour lequel il n'est présent que sur trois chansons. Durant cette période, la musique du groupe est dominée par les synthétiseurs et les claviers de Moraz, alors que le chanteur et flûtiste Ray Thomas est relégué à l'arrière-plan.
En 1986, le single Your Wildest Dreams se classe dans le Top 10 aux États-Unis.

### Exclusion de Moraz (1991)
En 1991, lors d'une interview donnée à Keyboard Magazine, Patrick Moraz exprime son mécontentement. Il porte aussi bien sur la musique du groupe, dont il trouve les structures trop simples, que la réticence des autres membres de lui permettre d’apporter une contribution significative à la composition des albums.
Négligeant alors de répéter avec le groupe en vue de leur prochain album Keys of the Kingdom (il n'y interprète que trois titres), il préfère s'impliquer dans les célébrations du 700e anniversaire de sa Suisse natale. Mais à son retour en Grande-Bretagne, avant la fin même du projet, il est renvoyé tandis que les claviéristes Tobias Boshell et Paul Bliss sont engagés à sa place. Qui plus est, malgré les crédits précédents en tant que "membre officiel", les compilations ultérieures minimisent sa contribution dans le groupe.

### Retrait de Ray Thomas (2002)
Les Moody Blues n'enregistrent aucun album entre 1991 et 1998, avant de revenir avec l'album Strange Times en 1999, sur le thème du changement de millénaire. Le groupe rencontre toujours le succès au Royaume-Uni, aux États-Unis et dans bon nombre de pays.
Ray Thomas se retire de la scène en 2002, son état de santé ne lui permettant plus de suivre le rythme des tournées. La flûtiste Norda Mullen prend la relève mais ne sera jamais membre officiel du groupe, pas plus que Danilo Madonia aux claviers (tous deux seront cités comme musiciens additionnels). Ray Thomas meurt le 4 janvier 2018 d'un cancer de la prostate dont il souffrait depuis plusieurs années.

### AlbumDecember(2003)

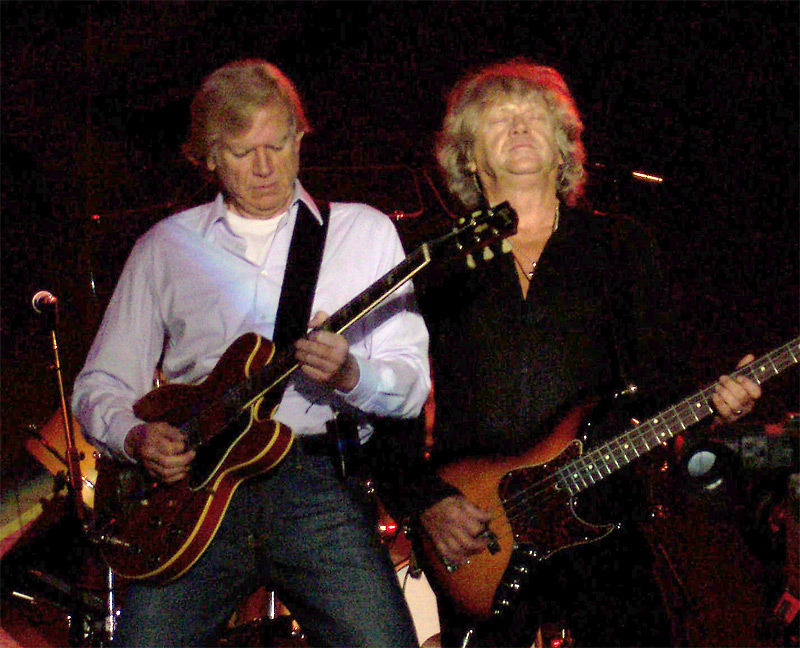
Hayward et Lodge, lors d'un concert en 2007.

Leur dernier album studio, December, en 2003, est le deuxième album du groupe - après celui des débuts The Magnificent Moodies - à contenir des reprises ainsi que du matériel original.
Il reprend exclusivement des chansons de Noël. Oy y retrouve le classique White Christmas de Irving Berlin de 1941, ainsi que Happy Xmas (War Is Over) de John Lennon et Yoko Ono.

### Dernières activités et dissolution du groupe (2014-2024)
Alors que le groupe continue de se produire sur scène, appuyé par trois de ses membres historiques, Hayward, Lodge et Edge, les sept albums de la période 1967-1972 sont réédités au format SACD en 2006.
Le 11 novembre 2021, le batteur Graeme Edge, dernier membre de la formation d'origine encore dans le groupe, meurt à l'âge de 80 ans.
Le 5 décembre 2023, Denny Laine, ancien guitariste et fondateur du groupe, meurt à l'âge de 79 ans.
Le 24 avril 2024, Mike Pinder, ancien claviériste et fondateur du groupe, meurt à l'âge de 82 ans. De la sorte, tous les membres fondateurs du groupe en 1964 sont décédés.

## Membres
- Denny Laine (†) : guitares, harmonica, chant (1964-1966), mort le 5 décembre 2023
- Clint Warwick (†) : basse, chant (1964-1966), mort le 15 mai 2004
- Graeme Edge (†) : batterie, percussions, chœurs, narration (1964-2021), mort le 11 novembre 2021
- Ray Thomas (†) : flûte traversière, flûte alto, piccolo, hautbois, saxophone, percussions, harmonica, piano, chant (1964-2002), mort le 4 janvier 2018
- Mike Pinder (†) : claviers, tambura, gong, chant, guitare acoustique, violoncelle, autoharpe, basse (1964-1978), mort le 24 avril 2024
- Rodney Clark : basse, chant (1966)
- Justin Hayward : guitares, chant, sitar, claviers, basse, percussions (1966-2018)
- John Lodge : basse, guitare acoustique, chant, violoncelle, percussions (1966-2018)
- Patrick Moraz : claviers, arrangements (1978-1991)

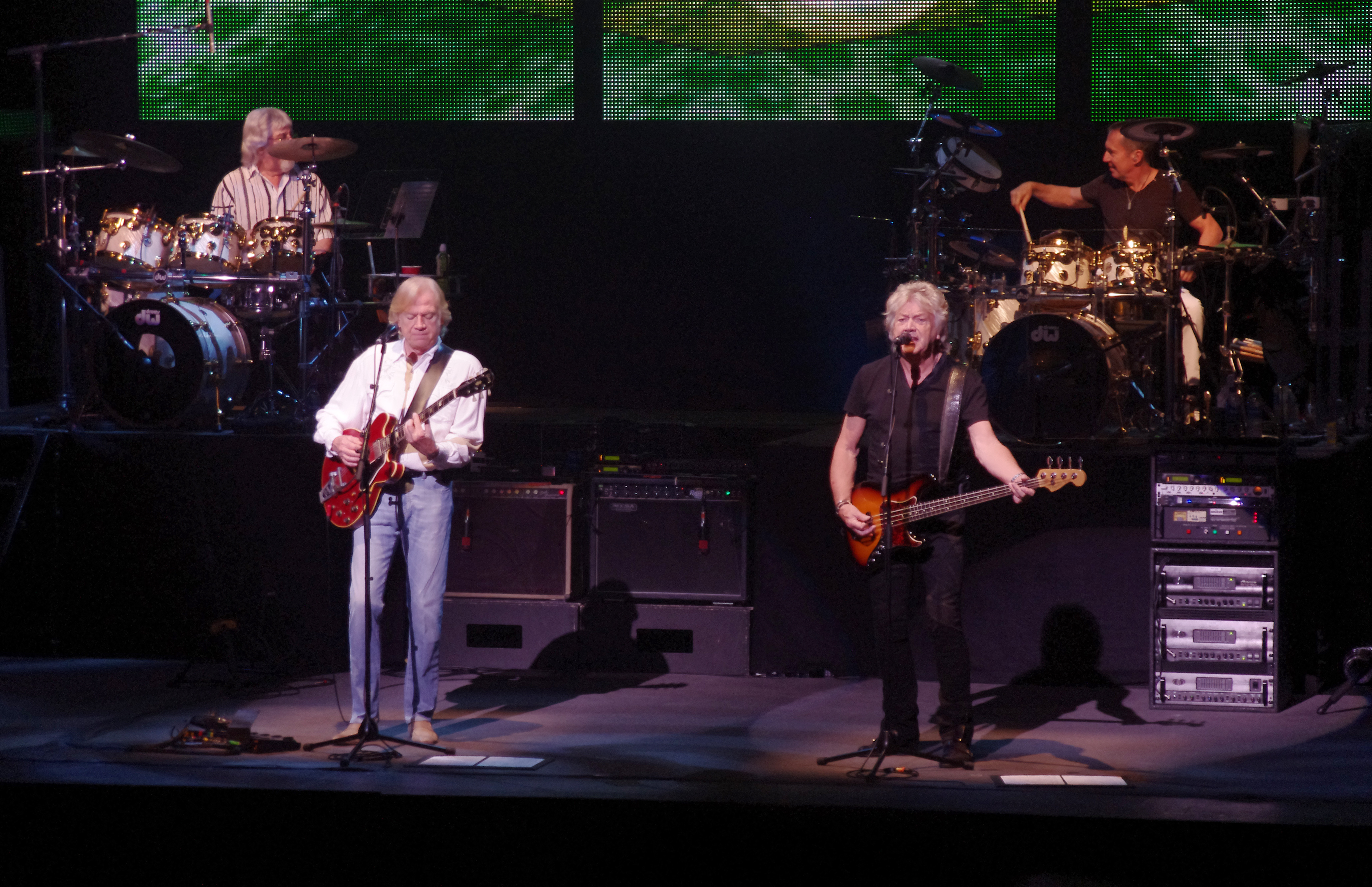
Les Moody Blues sur scène en 2013.

### Musiciens de tournée
- Alan Hewitt : claviers, chant (2010-2018)
- Billy Ashbaugh : batterie (octobre 2015-2018)
- Norda Mullen : flûte, guitare, percussions, chant (2003-2018)
- Julie Ragins : claviers, percussions, guitare, saxophone, chant (2006-2018)
- Gordon Marshall : batterie, percussions (1990-2009, 2015-2018)
- Danilo Madonia : claviers, arrangements (1999-2018)

## Discographie

### Albums studio
- 1965 : The Magnificent Moodies
- 1967 : Days of Future Passed
- 1968 : In Search of the Lost Chord
- 1969 : On the Threshold of a Dream
- 1969 : To Our Children's Children's Children
- 1970 : A Question of Balance
- 1971 : Every Good Boy Deserves Favour
- 1972 : Seventh Sojourn
- 1978 : Octave
- 1981 : Long Distance Voyager
- 1983 : The Present
- 1986 : The Other Side of Life
- 1988 : Sur La Mer
- 1991 : Keys of the Kingdom
- 1999 : Strange Times
- 2003 : December

### Albums live
- 1977 : Caught Live + 5
- 1993 : A Night at Red Rocks with the Colorado Symphony Orchestra
- 2000 : Hall of Fame
- 2005 : Lovely to See You: Live
- 2007 : Live at the BBC: 1967–1970
- 2008 : Live at the Isle of Wight Festival 1970

### Compilations
- 1974 : This Is The Moody Blues
- 1978 : The Great Moody Blues
- 1979 : Out of This World
- 1984 : Voices in the Sky (The Best of The Moody Blues)
- 1985 : Early Blues
- 1986 : The Moody Blues Collection
- 1987 : Prelude
- 1989 : Greatest Hits
- 1994 : Time Traveller
- 1997 : The Best of the Moody Blues
- 1998 : Anthology
- 1999 : Classic Moody Blues: The Universal Masters Collection
- 2000 : The Best of The Moody Blues: 20th Century Masters the Millennium Collection
- 2000 : The Singles
- 2003 : Say It With Love
- 2003 : Ballads
- 2005 : Gold
- 2006 : An Introduction to The Moody Blues
- 2007 : Collected
- 2008 : Playlist Plus
- 2011 : Icon
- 2013 : Timeless Flight

### DVD
- 1991 : Live at Montreux
- 2005 : Lovely to See You